# Иван Буреш
Иван Йосифов Буреш е български зоолог, ентомолог, академик и дългогодишен директор на Института по зоология към БАН.

## Произход и образование
Иван Буреш е роден на 27 декември 1885 г. в София. Син е на чешкия фотограф Йосиф Буреш, имигрирал в България скоро след Освобождението, и брат на Йосиф Буреш.
След завършването на Софийска мъжка гимназия през 1904 г. Буреш започва следването си по естествена история в Софийския университет и след междувременно обучение в Карловия университет в Прага през 1907 – 1908 г. завършва висшето си образование през 1909 г.
През 1909 – 1911 г. защитава докторска дисертация на тема „Изследвания върху хермафродитната жлеза на охлювите“ в Мюнхенския университет.

## Ранна научна дейност
Още в ранна детска възраст Буреш се интересува от природата и започва да събира насекоми, растения и минерали. В юношеска възраст е представен на именития руски учен-ентомолог проф. Порфирий Бахметиев, който го въвежда в методиката на съставяне на научни колекции и определянето на насекоми. Тогава Буреш става член и в създаденото през 1886 г. Българско природоизпитателно дружество.
Младият Иван Буреш развива интересите си към ентомологията и създава богата колекция, с която допринася за опознаването на българската фауна. При една от екскурзиите си до Рила през 1903 г. при случайна среща Буреш се запознава лично с княз Фердинанд, който също проявява голям интерес към природните науки, особено към ентомологията. През 1904 г. князът посещава изложбата по случай 25-ата годишнина от създаването на Софийската мъжка гимназия. Там абитуриентът Буреш излага междувременно голямата си ентомологична сбирка, от която Фердинанд е впечатлен. На първи юли 1904 князът назначава младия Буреш за лаборант-препаратор в Естественоисторическия музей при двореца.
Първия си научен труд Буреш пише още през ноември 1904 г. „Принос към фауната на дребните пеперуди (Microlepidoptera) от Софийската околност“. Работата е отпечатана през 1908 г. в „Периодическо списание на Българското книжовно дружество“.

## Професионален път
На 1 септември 1905 г. Буреш е назначен като асистент към новосъздадената Ентомологична станция в София и така става един от нейните основатели. На 1 август 1914 г. става уредник на Царския естественоисторически музей, а на 3 октомври 1918 г. цар Борис III с възкачването си на престола го назначава с указ за главен директор на всички Царски природонаучни институти. Към тях освен Естественоисторическия музей и Ентомологичната станция се числят Зоологическата и Ботаническата градина в София, още няколко ботанически градини, дивечоразвъдните стопанства във Варна, Кричим, Царска Бистрица, а също и Царската научна библиотека. На този пост д-р Буреш остава повече от 25 години.
През 1926 г. Буреш става член-кореспондент на Българската академия на науките, а през 1929 г. – неин редовен член.
След 9 септември 1944 г. акад. Буреш е арестуван заедно с други служители в двореца, но скоро след това е пуснат на свобода, без срещу него да бъде предявено някакво обвинение. Той отново поема поста си в Естественоисторическия музей. На 19 февруари 1947 г. Царските природонаучни институти преминават към Българската академия на науките и на тяхна база се създават институтите по ботаника, зоология и геология. През октомври 1947 г. акад. Буреш е определен за научен ръководител на новообразувания Зоологически институт и придадените към него Естественоисторически музей и Зоологическа градина. През 1951 г. Иван Буреш е назначен за директор на Зоологическия институт при БАН. На този пост той остава до пенсионирането си поради достигане на пределна възраст през юни 1959 г.
Умира на 8 август 1980 г. в София.
Буреш е смятан за основоположник на съвременната зоология в България.

## Памет
На Иван Буреш е наречена улица в квартал „Кръстова вада“ в София (Карта).